# Floraprovins
En floraprovins eller et phytochorion er et geografisk område med en forholdsvis ensartet sammensætning af plantearter. Floraprovinser, der ligger op mod hinanden, har ikke nødvendigvis nogen skarp grænse, men ofte en blød overgangszone, hvor mange arter fra begge regioner overlapper i deres udbredelsesområder. Det kaldes også for vegetationernes spændingszone.
Udtrykket phytochorion hænger sammen med den geografiske klassifikation, som blev skabt af Josias Braun-Blanquet. Den er forbundet med tilstedeværelsen eller fraværet af bestemte arter.

## Florariger
Botanikeren Ronald Good afgrænsede seks florariger: de holarktiske, neotropiske, palæotropiske, sydafrikanske, australske og antarktiske) florariger, som er de største, naturlige enheder for blomstrende planter. Goods seks riger var opdelt i mindre enheder, som han kaldte floraprovinser. Det palæotropiske rige var dog først delt i tre underriger, som derefter blev opdelt i provinser. Der var i alt 37 floraprovinser, som næsten alle var underinddelt i floraregioner.
Armen Takhtajan har opstillet en nyere klassificering, hvor 35 floraregioner er inddelt i 152 floraprovinser. Dette system er nu godkendt af "International Working Group on Taxonomic Databases", idet man i World Geographical Scheme for Recording Plant Distributions knæsætter værket A. Takhtajan, Th.J. Crovello og A. Cronquist: Floristic Regions of the World, 1986 ISBN som gyldig standard. Klassifikationssystemet bruges blandt andet af Kew Gardens og Germplasm Resources Information Network (GRIN) i alle deres publikationer.

## Takhtajans floraprovinser

### Holarktis

#### I.Circumboreale region
1 Arktiske floraprovins
2 Atlantiske Europas floraprovins
3 Centraleuropas floraprovins
4 Illyriens floraprovins eller Balkan
5 Euxinske floraprovins
6 Kaukasiske floraprovins
7 Østeuropas floraprovins
8 Nordeuropas floraprovins
9 Vestsibiriens floraprovins
10 Altai-Sayans floraprovins
11 Centralsibiriens floraprovins
12 Transbaikaliens floraprovins
13 Nordøstsibiriens floraprovins
14 Okhotsk-Kamchatkas floraprovins
15 Canadas floraprovins inkl. de Store Søer

#### II.Østasiatiske region
16 Manchuriets floraprovins
17 Sakhalin-Hokkaidōs floraprovins
18 Japan-Koreas floraprovins
19 Ogasawara øernes floraprovins
20 Ryūkyūs floraprovins eller Tokara-Okinawa
21 Taiwans floraprovins
22 Nordkinas floraprovins
23 Mellemste Kinas floraprovins
24 Sydøstkinas floraprovins
25 Sichuan-Yennans floraprovins
26 Nordburmas floraprovins
27 Østlige Himalayas floraprovins
28 Khasi-Manipurs floraprovins

#### III.Nordamerikansk-atlantiske region
29 Appalachiske floraprovins (skovbevoksede områder østpå til og med Piedmont og vestpå til udkanten af prærierne)
30 Kystslettens floraprovins langs Atlanterhavet og den Mexikanske Golf
31 De nordamerikanske præriers floraprovins

#### IV.Rocky Mountain-regionen
32 Vancouvers floraprovins
33 Rocky Mountains’ floraprovins

#### V.Macaronesiske region
34 Azorernes floraprovins
35 Madeiras floraprovins
36 Kanarieøernes floraprovins
37 Cape Verdes floraprovins

#### VI.Middelhavsregionen
38 Sydmarokkos floraprovins
39 Sydvestlige Middelhavsområdes floraprovins
40 Sydlige Middelhavsområdes floraprovins
41 Iberiske halvøs floraprovins
42 Balearernes floraprovins
43 Ligurien-Tyrrheniens floraprovins
44 Adriaterhavskystens floraprovins
45 Østlige Middelhavsområdes floraprovins
46 Krim-Novorossisks floraprovins

#### VII.Sahara-arabiske region
47 Saharas floraprovins
48 Egypten-Arabiens floraprovins

#### VIII.Irano-turanske region
49 Mesopotamiens floraprovins
50 Mellemste Anatoliens floraprovins
51 Armenien-Irans floraprovins
52 Hyrcaniens floraprovins (dvs. syd og sydøst for det Kaspiske Hav)
53 Turanien eller Aralo-Kaspiske floraprovins
54 Turkestans floraprovins
55 Nordbaluchistans floraprovins
56 Vestlige Himalayas floraprovins
57 Mellemste Tien Shans floraprovins
58 Dzungariet-Tien Shans floraprovins
59 Mongoliets floraprovins
60 Tibets floraprovins

#### IX.Madreanske region
61 Højslettens floraprovins
62 Californiske floraprovins
63 Sonoraørkenens floraprovins
64 Madreanske floraprovins

### Palæotropis

#### X.Guineo-Congolesiske region
65 Øvre Guineas floraprovins
66 Nigeria-Camerouns floraprovins
67 Congos floraprovins

#### XI.Usambara-Zululand regionen
68 Zanzibar-Inhambanes floraprovins
69 Tongoland-Pondolands floraprovins

#### XII.Sudano-Zambeziske region
70 Zambezis floraprovins
71 Sahels floraprovins
72 Sudans floraprovins
73 Somalia-Ethiopiens floraprovins
74 Sydarabiens floraprovins
75 Socotras floraprovins
76 Omans floraprovins
77 Sydirans floraprovins
78 Sinds floraprovins

#### XIII.Karoo-Namibiske region
79 Namibias floraprovins
80 Namalands floraprovins
81 Vestlige Kapprovins’ floraprovins
82 Karoos floraprovins

#### XIV.St.Helena og Ascension region
83 St. Helenas og Ascensions floraprovins

#### XV.Madagaskiske region
84 Østlige Madagaskars floraprovins
85 Vestlige Madagaskars floraprovins
86 Sydlige og sydvestlige Madagaskars floraprovins
87 Comoroøernes floraprovins
88 Mascareneøernes floraprovins
89 Seychellernes floraprovins

#### XVI.Indiske region
90 Sri Lankas floraprovins
91 Malabars floraprovins
92 Deccans floraprovins
93 Øvre Gangesslettes floraprovins
94 Bengalens floraprovins

#### XVII.Indokinesiske region
95 Sydburmas floraprovins
96 Andamanernes floraprovins
97 Sydkinas floraprovins
98 Thailands floraprovins
99 Nordlige Indokinas floraprovins
100 Annams floraprovins
101 Sydlige Indokinas floraprovins

#### XVIII.Malaysiske region
102 Malayiske halvøs floraprovins
103 Borneos floraprovins
104 Filippinernes floraprovins
105 Sumatras floraprovins
106 Sydmalesias floraprovins
107 Sulawesis floraprovins
108 Molukkernes og det vestlige New Guineas floraprovins
109 Papuas floraprovins
110 Bismarck øgruppens floraprovins

#### XIX.Fiji-regionen
111 Vanuatus floraprovins
112 Fijis floraprovins

#### XX.Polynesiske region
113 Mikronesiens floraprovins
114 Polynesiens floraprovins

#### XXI.Hawaii-regionen
115 Hawaiis floraprovins

#### XXII.Neocaledoniske region
116 Ny Kaledoniens floraprovins

### Neotropis

#### XXIII.Caribiske region
117 Mellemamerikas floraprovins
118 Vestindiens floraprovins
119 Galapagosøernes floraprovins

#### XXIV.Guayana-højlandets region
120 Guayanas floraprovins

#### XXV.Amazon-regionen
121 Amazonlandets floraprovins
122 Llanos floraprovins

#### XXVI.Brasilianske region
123 Caatingas floraprovins
124 Mellemste brasilianske højlands floraprovins
125 Chacos floraprovins
126 Brasilianske atlanterhavskysts floraprovins
127 Paranas floraprovins

#### XXVII.Andes-regionen
128 Nordlige Andes floraprovins
129 Mellemste Andes floraprovins

### Capensis

#### XXVIII.Kapregionen
130 Kaplandets floraprovins

### Australske florarige

#### XXIX.Nordøstaustralske region
131 Nordaustraliens floraprovins
132 Queenslands floraprovins
133 Sydøstaustraliens floraprovins
134 Tasmaniens floraprovins

#### XXX.Sydvestaustralske region
135 Sydvestaustraliens floraprovins

#### XXXI.Centralaustralske eller Eremæiske region
136 Eremæiske floraprovins

### Antarktis

#### XXXII.Fernandezi-regionen
137 Juan Fernandez’ floraprovins

#### XXXIII.Chilensk-patagoniske region
138 Nordchiles floraprovins
139 Mellemste Chiles floraprovins
140 Pampas floraprovins
141 Patagoniens floraprovins
142 Ildlandets floraprovins

#### XXXIV.De sydlige subantarktiske øers region
143 Tristan da Cunha-Gough Islands floraprovins
144 Kerguelens floraprovins

#### XXXV.Newzealandske region
145 Lord Howeøens floraprovins
146 Norfolkøens floraprovins
147 Kermadecøernes floraprovins
148 Nordlige New Zealands floraprovins
149 Mellemste New Zealands floraprovins
150 Sydlige New Zealands floraprovins
151 Chathamøernes floraprovins
152 New Zealands subantarktiske øers floraprovins